# 2010년 K리그
2010년 K리그는 1983년에 아시아 최초의 프로축구리그로 출범한 K-리그가 맞이하는 28번째 시즌으로, 공식 리그명이 'K-리그'에서 'K리그'로 바뀌었다. 현대자동차와의 리그 메인 스폰서 계약에 따라 2010년 대회의 정식 명칭은 '쏘나타 K리그 2010'이다. 시즌은 2월 27일에 열린 전북 현대 모터스 대 수원 삼성 블루윙즈의 경기로 개막하였으며, 12월 5일에 열린 FC 서울 대 제주 유나이티드의 경기로 폐막하였다. 2010년 대회의 개막 일정은 2010년 AFC 챔피언스리그와 2010년 FIFA 월드컵 일정을 고려하여 전년 대회에 비해 1주일 앞당겨진 것이다.
2000년 대회부터는 전년 대회의 챔피언십(포스트 시즌)에서 선보인 '맨 오브 더 매치(MOM) 제도'가 정규 리그(정규 시즌)까지 확대 도입되면서 새로운 후원 스폰서로 CJ푸드빌의 패밀리 레스토랑 브랜드 빕스가 참여한다. 이에 따라 빕스는 매 경기 후 현장에서 선정하여 발표하는 ‘빕스 맨 오브 더 매치’ 명칭권, 경기장 내 90도 시스템 광고권, 경기장 내외 프로모션권 등을 갖는다. 이 외에도 2000년 대회에는 나이키와 SK텔레콤이 서브 스폰서로 함께하게 되었다.
한국프로축구연맹은 시즌 개막에 앞서 실제 경기 시간과 팬과 소통하는 시간 등을 5분 더 늘리자는 취지에서 '5MM 프로젝트'의 시행을 발표하였다. 구체적으로는 '경기 지연 행위에 대한 대응 강화'와 '경고 누적으로 인한 결장 규정 완화' 등 실제 경기 시간을 늘리기 위해 제도를 점검하고 '언론과의 인터뷰 시간 및 장소 확대', '골 세레머니 규제 완화', '경기 하루 전 선수단 인터뷰 금지 제도 개선', '매 경기 맨 오브 매치 선정', '매 라운드 베스트 11 선정' 등 팬과 소통하기 위해 제도를 마련하였다. 또한, 6명으로 유지해오던 교체 대기 선수 인원을 7명으로 늘렸다.
2010년 대회의 선수 등록을 마감한 결과 한국프로축구연맹은 모두 609명의 선수들이 등록했다고 밝혔다. 이는 전년 대회의 551명, 2008년 대회의 523명에 비해 늘어난 수치다. 2009년 대회에서는 강원 FC가 K리그에 새로 가입하면서 구단별 평균 등록 선수가 2008년 대회보다 다소 줄었으나, 2010년 대회에 들어 구단별 평균 등록 선수가 전년 대비 증가세를 보였다.
흥행 면에서 2010년 K리그는 대한민국 프로스포츠 역사에 큰 족적을 남긴다. 5월 5일 어린이날에 서울월드컵경기장에서 열린 FC 서울 대 성남 일화 천마의 경기에 총 60,747명의 관중이 입장하여 FC 서울 대 수원 삼성 블루윙즈의 경기가 종전에 세웠던 55,397명의 관중 기록을 경신했다. 한편, 60,747명의 관중 수는 대한민국 프로스포츠 역사상 단일경기 역대 최다 관중 기록이다.
한편, K리그 챔피언 결정전 2010에서는 FC 서울과 제주 유나이티드 FC가 맞붙게 되었다. 양팀은 10년 전의 K리그 챔피언 결정전 2000에서 안양 LG 치타스와 부천 SK라는 이름으로 맞붙은 바 있는데, 당시 안양 LG 치타스가 부천 SK를 승부차기에서 꺾고 우승하였다. 10년 만에 두 구단이 K리그 챔피언 결정전에서 맞붙는 리턴 매치가 성사되자 많은 축구팬들의 관심을 모았다. 결과적으로 10년 전과 마찬가지로 FC 서울이 제주 유나이티드를 꺾고 K리그 챔피언에 등극하였다. 1차전에서 종료 직전 김치우의 동점골로 2 대 2 무승부를 만들었던 FC 서울이 기세를 이어가 2차전에서 전반전에 정조국의 페널티킥 동점골과 후반전에 터진 아디의 역전골에 힘입어 2 대 1 역전승을 하면서 구단 통산 4번째로 리그 정상의 고지를 밟게 된다.

## 시즌 개요

### 운영 방식
- 단일 리그 제도: 총 15개 팀이 참가하여 각 팀이 다른 팀과 모두 두 번씩 경기를 치르는 '정규 리그'(정규 시즌)를 진행한다. 이에 따라 2010년 대회의 정규 리그에서는 총 210경기가 진행되며, 각 팀은 28경기를 치른다. 정규 리그 1위에서 6위를 기록한 팀들은 '챔피언십'(포스트 시즌)에 진출한다. 정규 리그 7위에서 15위를 기록한 팀들은 해당 순위가 시즌 최종 순위가 된다.
- 6강 플레이오프 제도: 정규 리그 순위를 기준으로 1위는 '챔피언 결정전'에, 2위는 '플레이오프'에, 3위부터 6위는 '6강 플레이오프'에 진출한다. 6강 플레이오프에서 3위와 6위가 맞붙고, 4위와 5위가 맞붙는다. 6강 플레이오프의 승자는 준플레이오프에 진출하며, 패자는 정규 리그 순위가 높은 순서대로 시즌 최종 순위 5위와 6위가 된다. 준플레이오프의 승자는 플레이오프에 진출하며, 패자는 시즌 최종 순위 4위가 된다. 플레이오프의 승자는 챔피언 결정전에 진출하며, 패자는 시즌 최종 순위 3위가 된다. 챔피언 결정전의 승자는 리그 우승 팀에 등극하며, 패자는 리그 준우승 팀이 된다.
- AFC 챔피언스리그 진출권: 챔피언십(포스트 시즌)이 종료된 후 시즌 최종 순위를 기준으로 1위부터 3위까지 이듬해 AFC 챔피언스리그 조별 리그 출전권이 주어진다. 또한, FA컵 우승 팀에게도 이듬해 AFC 챔피언스리그 조별 리그 출전권이 주어진다.

### 참가 구단
| 팀                 | 연고지         | 데뷔 시즌 | 참가 횟수 | 전년 순위 |
| ------------------ | -------------- | --------- | --------- | --------- |
| 강원 FC            | 강원도         | 2009년    | 2         | 13위      |
| 경남 FC            | 경상남도       | 2006년    | 5         | 7위       |
| 광주 상무          | 광주광역시     | 2003년    | 8         | 11위      |
| 대구 FC            | 대구광역시     | 2003년    | 8         | 15위      |
| 대전 시티즌        | 대전광역시     | 1997년    | 14        | 9위       |
| 부산 아이파크      | 부산광역시     | 1983년    | 28        | 12위      |
| FC 서울            | 서울특별시     | 1984년    | 27        | 5위       |
| 성남 일화 천마     | 성남시         | 1989년    | 22        | 2위       |
| 수원 삼성 블루윙즈 | 수원시         | 1996년    | 15        | 10위      |
| 울산 현대          | 울산광역시     | 1984년    | 27        | 8위       |
| 인천 유나이티드    | 인천광역시     | 2004년    | 7         | 6위       |
| 전남 드래곤즈      | 전라남도       | 1995년    | 16        | 4위       |
| 전북 현대 모터스   | 전라북도       | 1995년    | 16        | 1위       |
| 제주 유나이티드    | 제주특별자치도 | 1983년    | 28        | 14위      |
| 포항 스틸러스      | 포항시         | 1983년    | 28        | 3위       |

### 경기장
| 인천 유나이티드    | FC 서울 | 성남 일화 천마 | 강원 FC | 강원 FC              |
| 인천문학경기장     | 서울월드컵경기장 | 탄천종합운동장 | 춘천송암레포츠타운 | 강릉종합운동장       |
| ------------------ | --- | --- | --- | -------------------- |
| 수용인원: 50,256명 | 수용인원: 68,476명 | 수용인원: 16,146명 | 수용인원: 20,000명 | 수용인원: 22,333명   |
|                    | | | |                      |
| 수원 삼성 블루윙즈 | FC 서울 인천 유나이티드 성남 일화 천마 수원 삼성 블루윙즈 ← 강원 FC → 대전 시티즌 대구 FC 포항 스틸러스 울산 현대 부산 아이파크 경남 FC 전북 현대 모터스 광주 상무 전남 드래곤즈 제주 유나이티드 | FC 서울 인천 유나이티드 성남 일화 천마 수원 삼성 블루윙즈 ← 강원 FC → 대전 시티즌 대구 FC 포항 스틸러스 울산 현대 부산 아이파크 경남 FC 전북 현대 모터스 광주 상무 전남 드래곤즈 제주 유나이티드 | FC 서울 인천 유나이티드 성남 일화 천마 수원 삼성 블루윙즈 ← 강원 FC → 대전 시티즌 대구 FC 포항 스틸러스 울산 현대 부산 아이파크 경남 FC 전북 현대 모터스 광주 상무 전남 드래곤즈 제주 유나이티드 | 포항 스틸러스        |
| 수원월드컵경기장   | FC 서울 인천 유나이티드 성남 일화 천마 수원 삼성 블루윙즈 ← 강원 FC → 대전 시티즌 대구 FC 포항 스틸러스 울산 현대 부산 아이파크 경남 FC 전북 현대 모터스 광주 상무 전남 드래곤즈 제주 유나이티드 | FC 서울 인천 유나이티드 성남 일화 천마 수원 삼성 블루윙즈 ← 강원 FC → 대전 시티즌 대구 FC 포항 스틸러스 울산 현대 부산 아이파크 경남 FC 전북 현대 모터스 광주 상무 전남 드래곤즈 제주 유나이티드 | FC 서울 인천 유나이티드 성남 일화 천마 수원 삼성 블루윙즈 ← 강원 FC → 대전 시티즌 대구 FC 포항 스틸러스 울산 현대 부산 아이파크 경남 FC 전북 현대 모터스 광주 상무 전남 드래곤즈 제주 유나이티드 | 포항스틸야드         |
| 수용인원: 43,959명 | FC 서울 인천 유나이티드 성남 일화 천마 수원 삼성 블루윙즈 ← 강원 FC → 대전 시티즌 대구 FC 포항 스틸러스 울산 현대 부산 아이파크 경남 FC 전북 현대 모터스 광주 상무 전남 드래곤즈 제주 유나이티드 | FC 서울 인천 유나이티드 성남 일화 천마 수원 삼성 블루윙즈 ← 강원 FC → 대전 시티즌 대구 FC 포항 스틸러스 울산 현대 부산 아이파크 경남 FC 전북 현대 모터스 광주 상무 전남 드래곤즈 제주 유나이티드 | FC 서울 인천 유나이티드 성남 일화 천마 수원 삼성 블루윙즈 ← 강원 FC → 대전 시티즌 대구 FC 포항 스틸러스 울산 현대 부산 아이파크 경남 FC 전북 현대 모터스 광주 상무 전남 드래곤즈 제주 유나이티드 | 수용인원: 18,960명   |
|                    | FC 서울 인천 유나이티드 성남 일화 천마 수원 삼성 블루윙즈 ← 강원 FC → 대전 시티즌 대구 FC 포항 스틸러스 울산 현대 부산 아이파크 경남 FC 전북 현대 모터스 광주 상무 전남 드래곤즈 제주 유나이티드 | FC 서울 인천 유나이티드 성남 일화 천마 수원 삼성 블루윙즈 ← 강원 FC → 대전 시티즌 대구 FC 포항 스틸러스 울산 현대 부산 아이파크 경남 FC 전북 현대 모터스 광주 상무 전남 드래곤즈 제주 유나이티드 | FC 서울 인천 유나이티드 성남 일화 천마 수원 삼성 블루윙즈 ← 강원 FC → 대전 시티즌 대구 FC 포항 스틸러스 울산 현대 부산 아이파크 경남 FC 전북 현대 모터스 광주 상무 전남 드래곤즈 제주 유나이티드 |                      |
| 대전 시티즌        | FC 서울 인천 유나이티드 성남 일화 천마 수원 삼성 블루윙즈 ← 강원 FC → 대전 시티즌 대구 FC 포항 스틸러스 울산 현대 부산 아이파크 경남 FC 전북 현대 모터스 광주 상무 전남 드래곤즈 제주 유나이티드 | FC 서울 인천 유나이티드 성남 일화 천마 수원 삼성 블루윙즈 ← 강원 FC → 대전 시티즌 대구 FC 포항 스틸러스 울산 현대 부산 아이파크 경남 FC 전북 현대 모터스 광주 상무 전남 드래곤즈 제주 유나이티드 | FC 서울 인천 유나이티드 성남 일화 천마 수원 삼성 블루윙즈 ← 강원 FC → 대전 시티즌 대구 FC 포항 스틸러스 울산 현대 부산 아이파크 경남 FC 전북 현대 모터스 광주 상무 전남 드래곤즈 제주 유나이티드 | 대구 FC              |
| 대전월드컵경기장   | FC 서울 인천 유나이티드 성남 일화 천마 수원 삼성 블루윙즈 ← 강원 FC → 대전 시티즌 대구 FC 포항 스틸러스 울산 현대 부산 아이파크 경남 FC 전북 현대 모터스 광주 상무 전남 드래곤즈 제주 유나이티드 | FC 서울 인천 유나이티드 성남 일화 천마 수원 삼성 블루윙즈 ← 강원 FC → 대전 시티즌 대구 FC 포항 스틸러스 울산 현대 부산 아이파크 경남 FC 전북 현대 모터스 광주 상무 전남 드래곤즈 제주 유나이티드 | FC 서울 인천 유나이티드 성남 일화 천마 수원 삼성 블루윙즈 ← 강원 FC → 대전 시티즌 대구 FC 포항 스틸러스 울산 현대 부산 아이파크 경남 FC 전북 현대 모터스 광주 상무 전남 드래곤즈 제주 유나이티드 | 대구시민운동장       |
| 수용인원: 40,535명 | FC 서울 인천 유나이티드 성남 일화 천마 수원 삼성 블루윙즈 ← 강원 FC → 대전 시티즌 대구 FC 포항 스틸러스 울산 현대 부산 아이파크 경남 FC 전북 현대 모터스 광주 상무 전남 드래곤즈 제주 유나이티드 | FC 서울 인천 유나이티드 성남 일화 천마 수원 삼성 블루윙즈 ← 강원 FC → 대전 시티즌 대구 FC 포항 스틸러스 울산 현대 부산 아이파크 경남 FC 전북 현대 모터스 광주 상무 전남 드래곤즈 제주 유나이티드 | FC 서울 인천 유나이티드 성남 일화 천마 수원 삼성 블루윙즈 ← 강원 FC → 대전 시티즌 대구 FC 포항 스틸러스 울산 현대 부산 아이파크 경남 FC 전북 현대 모터스 광주 상무 전남 드래곤즈 제주 유나이티드 | 수용인원: 19,467명   |
|                    | FC 서울 인천 유나이티드 성남 일화 천마 수원 삼성 블루윙즈 ← 강원 FC → 대전 시티즌 대구 FC 포항 스틸러스 울산 현대 부산 아이파크 경남 FC 전북 현대 모터스 광주 상무 전남 드래곤즈 제주 유나이티드 | FC 서울 인천 유나이티드 성남 일화 천마 수원 삼성 블루윙즈 ← 강원 FC → 대전 시티즌 대구 FC 포항 스틸러스 울산 현대 부산 아이파크 경남 FC 전북 현대 모터스 광주 상무 전남 드래곤즈 제주 유나이티드 | FC 서울 인천 유나이티드 성남 일화 천마 수원 삼성 블루윙즈 ← 강원 FC → 대전 시티즌 대구 FC 포항 스틸러스 울산 현대 부산 아이파크 경남 FC 전북 현대 모터스 광주 상무 전남 드래곤즈 제주 유나이티드 |                      |
| 전북 현대 모터스   | FC 서울 인천 유나이티드 성남 일화 천마 수원 삼성 블루윙즈 ← 강원 FC → 대전 시티즌 대구 FC 포항 스틸러스 울산 현대 부산 아이파크 경남 FC 전북 현대 모터스 광주 상무 전남 드래곤즈 제주 유나이티드 | FC 서울 인천 유나이티드 성남 일화 천마 수원 삼성 블루윙즈 ← 강원 FC → 대전 시티즌 대구 FC 포항 스틸러스 울산 현대 부산 아이파크 경남 FC 전북 현대 모터스 광주 상무 전남 드래곤즈 제주 유나이티드 | FC 서울 인천 유나이티드 성남 일화 천마 수원 삼성 블루윙즈 ← 강원 FC → 대전 시티즌 대구 FC 포항 스틸러스 울산 현대 부산 아이파크 경남 FC 전북 현대 모터스 광주 상무 전남 드래곤즈 제주 유나이티드 | 울산 현대            |
| 전주월드컵경기장   | FC 서울 인천 유나이티드 성남 일화 천마 수원 삼성 블루윙즈 ← 강원 FC → 대전 시티즌 대구 FC 포항 스틸러스 울산 현대 부산 아이파크 경남 FC 전북 현대 모터스 광주 상무 전남 드래곤즈 제주 유나이티드 | FC 서울 인천 유나이티드 성남 일화 천마 수원 삼성 블루윙즈 ← 강원 FC → 대전 시티즌 대구 FC 포항 스틸러스 울산 현대 부산 아이파크 경남 FC 전북 현대 모터스 광주 상무 전남 드래곤즈 제주 유나이티드 | FC 서울 인천 유나이티드 성남 일화 천마 수원 삼성 블루윙즈 ← 강원 FC → 대전 시티즌 대구 FC 포항 스틸러스 울산 현대 부산 아이파크 경남 FC 전북 현대 모터스 광주 상무 전남 드래곤즈 제주 유나이티드 | 울산문수축구경기장   |
| 수용인원: 42,477명 | FC 서울 인천 유나이티드 성남 일화 천마 수원 삼성 블루윙즈 ← 강원 FC → 대전 시티즌 대구 FC 포항 스틸러스 울산 현대 부산 아이파크 경남 FC 전북 현대 모터스 광주 상무 전남 드래곤즈 제주 유나이티드 | FC 서울 인천 유나이티드 성남 일화 천마 수원 삼성 블루윙즈 ← 강원 FC → 대전 시티즌 대구 FC 포항 스틸러스 울산 현대 부산 아이파크 경남 FC 전북 현대 모터스 광주 상무 전남 드래곤즈 제주 유나이티드 | FC 서울 인천 유나이티드 성남 일화 천마 수원 삼성 블루윙즈 ← 강원 FC → 대전 시티즌 대구 FC 포항 스틸러스 울산 현대 부산 아이파크 경남 FC 전북 현대 모터스 광주 상무 전남 드래곤즈 제주 유나이티드 | 수용인원: 44,474명   |
|                    | FC 서울 인천 유나이티드 성남 일화 천마 수원 삼성 블루윙즈 ← 강원 FC → 대전 시티즌 대구 FC 포항 스틸러스 울산 현대 부산 아이파크 경남 FC 전북 현대 모터스 광주 상무 전남 드래곤즈 제주 유나이티드 | FC 서울 인천 유나이티드 성남 일화 천마 수원 삼성 블루윙즈 ← 강원 FC → 대전 시티즌 대구 FC 포항 스틸러스 울산 현대 부산 아이파크 경남 FC 전북 현대 모터스 광주 상무 전남 드래곤즈 제주 유나이티드 | FC 서울 인천 유나이티드 성남 일화 천마 수원 삼성 블루윙즈 ← 강원 FC → 대전 시티즌 대구 FC 포항 스틸러스 울산 현대 부산 아이파크 경남 FC 전북 현대 모터스 광주 상무 전남 드래곤즈 제주 유나이티드 |                      |
| 제주 유나이티드    | 광주 상무 | 전남 드래곤즈 | 경남 FC | 부산 아이파크        |
| 제주월드컵경기장   | 광주월드컵경기장 | 광양축구전용구장 | 창원축구센터 | 부산아시아드주경기장 |
| 수용인원: 35,657명 | 수용인원: 40,245명 | 수용인원: 13,496명 | 수용인원: 15,116명 | 수용인원: 53,769명   |
|                    | | | |                      |

### 감독･주장 및 스폰서십
| 팀                 | 감독                            | 주장                | 킷 스폰서 | 메인 스폰서       |
| ------------------ | ------------------------------- | ------------------- | --------- | ----------------- |
| 강원 FC            | 최순호                          | 정경호              | 나이키    | 하이원리조트      |
| 경남 FC            | 조광래 김귀화 (대행)            | 김영우              | 켈미      | STX               |
| 광주 상무          | 이강조 이수철                   | 최원권              | 울스포츠  | 금호건설          |
| 대구 FC            | 이영진                          | 방대종              | 조마      | 두산건설          |
| 대전 시티즌        | 왕선재                          | 최은성              | 로이쉬    | 대전광역시        |
| 부산 아이파크      | 황선홍                          | 박진섭              | 휠라      | 아이파크          |
| FC 서울            | 넬루 빙가다                     | 박용호              | 아디다스  | 자이              |
| 성남 일화 천마     | 신태용                          | 사샤 오그네노브스키 | 로또      | 맥콜              |
| 수원 삼성 블루윙즈 | 차범근 윤성효                   | 조원희              | 아디다스  | 파브              |
| 울산 현대          | 김호곤                          | 오장은              | 르꼬끄    | 현대중공업        |
| 인천 유나이티드    | 일리야 페트코비치 허정무        | 전재호              | 푸마      | 신한은행 지엠대우 |
| 전남 드래곤즈      | 박항서                          | 염동균              | 자코      | 포스코            |
| 전북 현대 모터스   | 최강희                          | 김상식              | 험멜      | 쏘나타            |
| 제주 유나이티드    | 박경훈                          | 김은중              | 아스토레  | SK 엔크린         |
| 포항 스틸러스      | 와우데마르 레모스 박창현 (대행) | 김형일              | 카파      | 포스코            |

- 해당 시즌에 실제로 감독직을 수행한 감독만 기재한다.

### 감독 변화
| 구단               | 전임 감독         | 형태           | 일자             | 순위    | 신임 감독         | 일자             | 순위    | 주석          |
| ------------------ | ----------------- | -------------- | ---------------- | ------- | ----------------- | ---------------- | ------- | ------------- |
| FC 서울            | 셰놀 귀네슈       | 계약 만료      | 2009년 11월 26일 | 시즌 전 | 넬루 빙가다       | 2009년 12월 14일 | 시즌 전 | [ 7 ]         |
| 대구 FC            | 변병주            | 사임           | 2009년 12월 7일  | 시즌 전 | 이영진            | 2009년 12월 22일 | 시즌 전 | [ 8 ] [ 9 ]   |
| 포항 스틸러스      | 세르지우 파리아스 | 사임           | 2009년 12월 20일 | 시즌 전 | 와우데마르 레모스 | 2010년 1월 3일   | 시즌 전 | [ 10 ]        |
| 포항 스틸러스      | 와우데마르 레모스 | 경질           | 2010년 5월 10일  | 12위    | 박창현 (대행)     | 2010년 5월 10일  | 12위    | [ 11 ]        |
| 수원 삼성 블루윙즈 | 차범근            | 사임           | 2010년 6월 6일   | 15위    | 윤성효            | 2010년 6월 15일  | 15위    | [ 12 ] [ 13 ] |
| 인천 유나이티드    | 일리야 페트코비치 | 사임           | 2010년 6월 8일   | 6위     | 김봉길 (대행)     | 2010년 6월 24일  | 6위     | [ 14 ]        |
| 경남 FC            | 조광래            | 사임           | 2010년 7월 28일  | 5위     | 김귀화 (대행)     | 2010년 7월 28일  | 5위     | [ 15 ]        |
| 인천 유나이티드    | 김봉길 (대행)     | 임시 감독 대행 | 2010년 8월 22일  | 9위     | 허정무            | 2010년 8월 22일  | 9위     | [ 16 ]        |
| 광주 상무          | 이강조            | 사임           | 2010년 10월 31일 | 15위    | 이수철            | 2010년 10월 31일 | 15위    | [ 17 ] [ 18 ] |
| 부산 아이파크      | 황선홍            | 계약 만료      | 2010년 11월 9일  | 8위     | 안익수            | 2010년 12월 8일  | 8위     | [ 19 ] [ 20 ] |
| 포항 스틸러스      | 박창현 (대행)     | 임시 감독 대행 | 2010년 11월 9일  | 9위     | 황선홍            | 2010년 11월 9일  | 9위     | [ 21 ]        |

## 시즌 순위

### 정규시즌 순위
| 순위 | 팀                   | 경기 | 승 | 무 | 패 | 득 | 실 | 차  | 승점 | 참가 자격 및 강등 |
| ---- | -------------------- | ---- | -- | -- | -- | -- | -- | --- | ---- | ----------------- |
| 1    | FC 서울 (Q)          | 28   | 20 | 2  | 6  | 58 | 26 | +32 | 62   | 챔피언 결정전     |
| 2    | 제주 유나이티드 (Q)  | 28   | 17 | 8  | 3  | 54 | 25 | +29 | 59   | 플레이오프        |
| 3    | 전북 현대 모터스 (Q) | 28   | 15 | 6  | 7  | 54 | 36 | +18 | 51   | 6강 플레이오프    |
| 4    | 울산 현대 (Q)        | 28   | 15 | 5  | 8  | 47 | 30 | +17 | 50   | 6강 플레이오프    |
| 5    | 성남 일화 천마 (Q)   | 28   | 13 | 9  | 6  | 46 | 26 | +20 | 48   | 6강 플레이오프    |
| 6    | 경남 FC (Q)          | 28   | 13 | 9  | 6  | 41 | 32 | +9  | 48   | 6강 플레이오프    |
| 7    | 수원 삼성 블루윙즈   | 28   | 12 | 5  | 11 | 39 | 44 | -5  | 41   |                   |
| 8    | 부산 아이파크        | 28   | 8  | 9  | 11 | 36 | 37 | -1  | 33   |                   |
| 9    | 포항 스틸러스        | 28   | 8  | 9  | 11 | 39 | 48 | -9  | 33   |                   |
| 10   | 전남 드래곤즈        | 28   | 8  | 8  | 12 | 40 | 49 | -9  | 32   |                   |
| 11   | 인천 유나이티드      | 28   | 8  | 7  | 13 | 42 | 51 | -9  | 31   |                   |
| 12   | 강원 FC              | 28   | 8  | 6  | 14 | 36 | 50 | -14 | 30   |                   |
| 13   | 대전 시티즌          | 28   | 5  | 7  | 16 | 27 | 50 | -23 | 22   |                   |
| 14   | 광주 상무            | 28   | 3  | 10 | 15 | 17 | 43 | -26 | 19   |                   |
| 15   | 대구 FC              | 28   | 5  | 4  | 19 | 28 | 57 | -29 | 19   |                   |

* 2010년 2월 27일부터 동년 11월 7일까지 치른 모든 경기를 대상으로 함.

* 출처 : 한국프로축구연맹

* (C) = 우승; (R) = 강등; (P) = 승격; (O) = 플레이오프 승리; (A) = 다음 라운드 진출

* (Q) = 대항전 진출 자격이 됨; (TQ) = 대항전 진출 자격이 됐으나 진출할 라운드가 정해지지 않음; (RQ) = 강등 결정전 진출 자격이 됨; (DQ) = 대항전 진출 자격을 잃음.

* 순위는 '승점 - 득실차 - 다득점 - 다승 - 승자승 - 벌점 - 추첨' 순으로 결정함.

* 출처 : 2009년 K리그 규정 제17조.

### 라운드별 순위
| 라운드팀           | 01 | 02 | 03 | 04 | 05 | 06 | 07 | 08 | 09 | 10 | 11 | 12 | 13 | 14 | 15 | 16 | 17 | 18 | 19 | 20 | 21 | 22 | 23 | 24 | 25 | 26 | 27 | 28 | 29 | 30 |
| ------------------ | -- | -- | -- | -- | -- | -- | -- | -- | -- | -- | -- | -- | -- | -- | -- | -- | -- | -- | -- | -- | -- | -- | -- | -- | -- | -- | -- | -- | -- | -- |
| FC 서울            | 1  | 1  | 3  | 6  | 2  | 2  | 2  | 1  | 3  | 4  | 1  | 4  | 3  | 3  | 1  | 4  | 5  | 5  | 5  | 2  | 2  | 2  | 2  | 2  | 2  | 2  | 2  | 2  | 1  | 1  |
| 제주 유나이티드    | 5  | 5  | 5  | 2  | 3  | 5  | 6  | 5  | 4  | 6  | 4  | 2  | 1  | 1  | 3  | 1  | 2  | 2  | 1  | 1  | 1  | 1  | 1  | 1  | 1  | 1  | 1  | 1  | 2  | 2  |
| 전북 현대 모터스   | 3  | 3  | 1  | 1  | 5  | 4  | 5  | 4  | 6  | 5  | 7  | 8  | 6  | 4  | 2  | 2  | 3  | 3  | 4  | 4  | 4  | 5  | 6  | 6  | 5  | 5  | 4  | 3  | 3  | 3  |
| 울산 현대          | 5  | 4  | 9  | 5  | 1  | 1  | 1  | 3  | 2  | 2  | 3  | 1  | 5  | 6  | 6  | 5  | 6  | 6  | 6  | 7  | 6  | 6  | 5  | 5  | 6  | 6  | 6  | 6  | 5  | 4  |
| 성남 일화 천마     | 2  | 6  | 2  | 3  | 4  | 6  | 4  | 6  | 5  | 3  | 5  | 3  | 2  | 2  | 5  | 6  | 4  | 4  | 2  | 3  | 3  | 4  | 4  | 4  | 3  | 3  | 3  | 4  | 4  | 5  |
| 경남 FC            | 10 | 7  | 7  | 11 | 5  | 3  | 3  | 2  | 1  | 1  | 2  | 5  | 4  | 5  | 4  | 3  | 1  | 1  | 3  | 5  | 5  | 3  | 3  | 3  | 4  | 4  | 5  | 5  | 6  | 6  |
| 수원 삼성 블루윙즈 | 13 | 9  | 12 | 8  | 9  | 9  | 10 | 12 | 14 | 15 | 15 | 15 | 11 | 11 | 10 | 9  | 8  | 8  | 8  | 6  | 7  | 7  | 7  | 7  | 7  | 7  | 7  | 7  | 7  | 7  |
| 부산 아이파크      | 11 | 12 | 11 | 7  | 8  | 8  | 7  | 7  | 7  | 7  | 6  | 7  | 7  | 7  | 7  | 7  | 7  | 7  | 7  | 8  | 8  | 8  | 8  | 8  | 8  | 8  | 8  | 8  | 8  | 8  |
| 포항 스틸러스      | 8  | 8  | 8  | 4  | 7  | 7  | 9  | 10 | 10 | 13 | 11 | 12 | 12 | 12 | 13 | 10 | 10 | 9  | 9  | 9  | 9  | 10 | 10 | 11 | 11 | 10 | 10 | 10 | 9  | 9  |
| 전남 드래곤즈      | 11 | 11 | 6  | 10 | 11 | 13 | 13 | 13 | 15 | 11 | 9  | 10 | 10 | 9  | 9  | 11 | 11 | 11 | 11 | 10 | 10 | 11 | 11 | 10 | 10 | 11 | 11 | 11 | 11 | 10 |
| 인천 유나이티드    | 5  | 2  | 4  | 9  | 10 | 12 | 12 | 8  | 8  | 8  | 8  | 6  | 8  | 8  | 8  | 8  | 9  | 10 | 10 | 11 | 11 | 9  | 9  | 9  | 9  | 9  | 9  | 9  | 10 | 11 |
| 강원 FC            | 15 | 15 | 14 | 14 | 13 | 14 | 14 | 14 | 12 | 10 | 12 | 13 | 14 | 15 | 15 | 15 | 14 | 14 | 12 | 12 | 12 | 12 | 12 | 12 | 12 | 12 | 12 | 12 | 12 | 12 |
| 대전 시티즌        | 14 | 14 | 13 | 13 | 15 | 15 | 15 | 15 | 11 | 14 | 13 | 11 | 13 | 13 | 14 | 12 | 13 | 13 | 14 | 15 | 14 | 13 | 13 | 13 | 13 | 13 | 13 | 13 | 13 | 13 |
| 광주 상무          | 4  | 10 | 10 | 12 | 12 | 10 | 8  | 9  | 9  | 9  | 10 | 9  | 9  | 10 | 11 | 13 | 12 | 12 | 13 | 13 | 13 | 14 | 14 | 14 | 14 | 15 | 15 | 15 | 14 | 14 |
| 대구 FC            | 9  | 13 | 15 | 15 | 14 | 11 | 11 | 11 | 13 | 12 | 14 | 14 | 15 | 14 | 12 | 14 | 15 | 15 | 15 | 14 | 15 | 15 | 15 | 15 | 15 | 14 | 14 | 14 | 15 | 15 |

출처: 한국프로축구연맹

### 최종 순위
| 순위 | 팀                     | 경기 | 승 | 무 | 패 | 득 | 실 | 차  | 승점 | 참가 자격 및 강등               |
| ---- | ---------------------- | ---- | -- | -- | -- | -- | -- | --- | ---- | ------------------------------- |
| 1    | FC 서울 (C) (Q)        | 28   | 20 | 2  | 6  | 58 | 26 | +32 | 62   | AFC 챔피언스리그 2011 조별 리그 |
| 2    | 제주 유나이티드 (Q)    | 28   | 17 | 8  | 3  | 54 | 25 | +29 | 59   | AFC 챔피언스리그 2011 조별 리그 |
| 3    | 전북 현대 모터스 (Q)   | 28   | 15 | 6  | 7  | 54 | 36 | +18 | 51   | AFC 챔피언스리그 2011 조별 리그 |
| 4    | 성남 일화 천마         | 28   | 13 | 9  | 6  | 46 | 26 | +20 | 48   |                                 |
| 5    | 울산 현대              | 28   | 15 | 5  | 8  | 47 | 30 | +17 | 50   |                                 |
| 6    | 경남 FC                | 28   | 13 | 9  | 6  | 41 | 32 | +9  | 48   |                                 |
| 7    | 수원 삼성 블루윙즈 (Q) | 28   | 12 | 5  | 11 | 39 | 44 | -5  | 41   | AFC 챔피언스리그 2011 조별 리그 |
| 8    | 부산 아이파크          | 28   | 8  | 9  | 11 | 36 | 37 | -1  | 33   |                                 |
| 9    | 포항 스틸러스          | 28   | 8  | 9  | 11 | 39 | 48 | -9  | 33   |                                 |
| 10   | 전남 드래곤즈          | 28   | 8  | 8  | 12 | 40 | 49 | -9  | 32   |                                 |
| 11   | 인천 유나이티드        | 28   | 8  | 7  | 13 | 42 | 51 | -9  | 31   |                                 |
| 12   | 강원 FC                | 28   | 8  | 6  | 14 | 36 | 50 | -14 | 30   |                                 |
| 13   | 대전 시티즌            | 28   | 5  | 7  | 16 | 27 | 50 | -23 | 22   |                                 |
| 14   | 광주 상무              | 28   | 3  | 10 | 15 | 17 | 43 | -26 | 19   |                                 |
| 15   | 대구 FC                | 28   | 5  | 4  | 19 | 28 | 57 | -29 | 19   |                                 |

* 마지막 업데이트 : 2010년 12월 31일

* 출처 : 한국프로축구연맹

* (C) = 우승; (R) = 강등; (P) = 승격; (O) = 플레이오프 승리; (A) = 다음 라운드 진출

* (Q) = 대항전 진출 자격이 됨; (TQ) = 대항전 진출 자격이 됐으나 진출할 라운드가 정해지지 않음; (RQ) = 강등 결정전 진출 자격이 됨; (DQ) = 대항전 진출 자격을 잃음.

## 경기 결과

### 정규시즌 (1~30 라운드)
| 원정홈             | 강원 | 경남 | 광주 | 대구 | 대전 | 부산 | 서울 | 성남 | 수원 | 울산 | 인천 | 전남 | 전북 | 제주 | 포항 |
| 강원 FC            |      | 1–2  | 1–0  | 1–0  | 2–2  | 0–0  | 0–3  | 1–2  | 1–2  | 2–2  | 1–2  | 5–2  | 2–3  | 1–4  | 2–0  |
| 경남 FC            | 1–1  |      | 1–0  | 1–0  | 1–0  | 0–1  | 1–0  | 2–2  | 2–1  | 0–1  | 3–2  | 1–1  | 3–2  | 1–1  | 3–1  |
| 광주 상무          | 1–0  | 1–1  |      | 0–3  | 1–1  | 1–1  | 0–2  | 0–2  | 1–1  | 1–2  | 1–1  | 0–1  | 0–1  | 0–0  | 1–1  |
| 대구 FC            | 2–2  | 1–1  | 1–2  |      | 1–3  | 2–1  | 2–3  | 2–2  | 1–3  | 1–2  | 1–4  | 0–3  | 0–1  | 0–3  | 0–2  |
| 대전 시티즌        | 1–2  | 0–3  | 3–0  | 1–2  |      | 2–0  | 2–5  | 0–1  | 1–1  | 1–5  | 0–2  | 1–0  | 0–4  | 1–3  | 0–1  |
| 부산 아이파크      | 1–1  | 1–2  | 2–0  | 0–2  | 1–1  |      | 3–0  | 0–0  | 0–1  | 0–2  | 2–1  | 5–3  | 1–0  | 0–1  | 4–2  |
| FC 서울            | 2–1  | 3–2  | 3–0  | 4–0  | 2–1  | 3–1  |      | 4–0  | 3–1  | 3–0  | 2–0  | 1–0  | 0–1  | 2–0  | 1–0  |
| 성남 일화 천마     | 3–0  | 1–2  | 2–2  | 1–3  | 0–0  | 1–1  | 1–2  |      | 0–0  | 2–0  | 6–0  | 4–0  | 1–0  | 0–1  | 3–0  |
| 수원 삼성 블루윙즈 | 1–2  | 2–0  | 2–0  | 2–1  | 0–0  | 4–3  | 4–2  | 1–2  |      | 0–2  | 2–1  | 1–0  | 1–5  | 0–3  | 2–0  |
| 울산 현대          | 1–0  | 1–0  | 2–2  | 5–0  | 2–0  | 0–2  | 1–2  | 0–1  | 2–3  |      | 3–0  | 3–0  | 0–1  | 1–0  | 1–1  |
| 인천 유나이티드    | 1–3  | 2–2  | 2–0  | 1–1  | 3–3  | 1–1  | 1–0  | 1–4  | 2–3  | 1–2  |      | 1–0  | 3–2  | 2–3  | 4–0  |
| 전남 드래곤즈      | 2–1  | 1–1  | 2–3  | 2–1  | 3–0  | 2–2  | 1–1  | 0–3  | 2–0  | 3–3  | 0–0  |      | 3–2  | 4–2  | 2–2  |
| 전북 현대 모터스   | 1–3  | 1–1  | 0–0  | 4–0  | 3–2  | 2–1  | 1–0  | 1–1  | 3–1  | 1–2  | 3–2  | 3–1  |      | 1–1  | 3–2  |
| 제주 유나이티드    | 5–0  | 3–2  | 4–0  | 1–0  | 2–0  | 1–0  | 1–1  | 1–1  | 2–1  | 2–1  | 0–0  | 2–1  | 2–2  |      | 1–1  |
| 포항 스틸러스      | 4–0  | 3–0  | 1–0  | 2–1  | 0–1  | 2–2  | 1–4  | 2–0  | 1–1  | 1–1  | 3–2  | 1–1  | 3–3  | 2–5  |      |

2010년 11월 7일까지 치른 모든 경기를 대상으로 함.
출처: 한국프로축구연맹
색상: 파랑 = 홈팀 승; 노랑 = 무승부; 빨강 = 원정 팀 승.
아직 치러지지 않은 경기 중 a표시는 그에 대한 문서가 있다는 것을 표시함.

### 포스트시즌 (K리그 챔피언십)
|  | 6강 플레이오프 | 6강 플레이오프  | 6강 플레이오프 |     |                  | 준플레이오프 | 준플레이오프 | 준플레이오프     |   |     | 플레이오프      | 플레이오프      | 플레이오프 |        |   | 챔피언 결정전 | 챔피언 결정전 | 챔피언 결정전 | 챔피언 결정전 | 챔피언 결정전 |  |
|  |                |                 |                |     |                  |              |              |                  |   |     |                 |                 |            |        |   |               |               |               |               |               |  |
|  |                |                 |                |     |                  | -            | 부전승       | 0                |   |     |                 |                 |            |        |   |               |               |               |               |               |  |
|  | 2위            | 제주 유나이티드 | 0              |     |                  |              |              |                  |   |     |                 |                 |            |        |   |               |               |               |               |               |  |
|  | 2위            | 제주 유나이티드 | 0              | 3위 | 전북 현대 모터스 | 2            |              |                  |   | 2위 | 제주 유나이티드 | 1               |            |        |   |               |               |               |               |               |  |
|  |                |                 |                | 3위 | 전북 현대 모터스 | 2            |              |                  |   | 2위 | 제주 유나이티드 | 1               |            |        |   |               |               |               |               |               |  |
|  | 6위            | 경남            | 0              |     |                  |              | 3위          | 전북 현대 모터스 | 0 |     |                 |                 |            |        |   |               |               |               |               |               |  |
|  | 6위            | 경남            | 0              | 3위 | 전북 현대 모터스 | 1            | 3위          | 전북 현대 모터스 | 0 |     | 2위             | 제주 유나이티드 | 2          | 1      | 3 |               |               |               |               |               |  |
|  |                |                 |                | 3위 | 전북 현대 모터스 | 1            |              |                  |   |     |                 | 제주 유나이티드 | 2          | 1      | 3 |               |               |               |               |               |  |
|  |                | 5위             | 성남 일화 천마 | 0   |                  |              | 1위          | 서울             | 2 | 2   | 4               |                 |            |        |   |               |               |               |               |               |  |
|  | 4위            | 5위             | 성남 일화 천마 | 0   | 울산 현대        | 1            | 1위          | 서울             | 2 | 2   | 4               |                 | -          | 부전승 | 0 |               |               |               |               |               |  |
|  | 4위            |                 |                |     | 울산 현대        | 1            |              |                  |   |     |                 |                 | -          | 부전승 | 0 |               |               |               |               |               |  |
|  | 5위            | 성남 일화 천마  | 3              |     |                  |              |              |                  |   |     | 1위             | 서울            | 0          |        |   |               |               |               |               |               |  |
|  |                |                 |                |     |                  |              |              |                  |   |     |                 |                 |            |        |   |               |               |               |               |               |  |

#### 6강 플레이오프
'2010년 K리그 챔피언십 6강 플레이오프'에서는 정규 리그 3위와 정규 리그 6위가 맞붙고, 정규 리그 4위와 정규 리그 5위가 맞붙는다. 경기는 단판 승부이며, 정규 리그 순위가 더 높은 팀의 홈에서 진행한다. 6강 플레이오프의 승리한 두 팀은 준플레이오프에서 맞붙는다. 6강 플레이오프에서 패배한 두 팀은 정규 리그 순위가 더 높은 순서대로 시즌 최종 순위 5위와 6위가 된다.
| 챔피언십 6강 PO 11월 20일 | 전북 현대 모터스        | 2 - 0 | 경남 FC | 전주시                                                |  |  |
| 15:00 UTC+9               | 조성환 10′ · 에닝요 70′ |       |         | 경기장: 전주월드컵경기장 관중 수: 18,525 심판: 이종국 |  |  |
|                           |                         |       |         |                                                       |  |  |

| 챔피언십 6강 PO 11월 21일 | 울산 현대  | 1 - 3 | 성남 일화 천마                       | 울산광역시                                              |  |  |
| 15:00 UTC+9               | 고창현 23′ |       | 27′ 사샤 · 66′ 라돈치치 · 71′ 몰리나 | 경기장: 울산문수축구경기장 관중 수: 25,090 심판: 이삼호 |  |  |
|                           |            |       |                                      |                                                         |  |  |

#### 준플레이오프
'2010년 K리그 챔피언십 준플레이오프'에서는 6강 플레이오프에서 승리한 두 팀이 맞붙는다. 경기는 단판 승부이며, 정규 리그 순위가 더 높은 팀의 홈에서 진행한다. 준플레이오프의 승자는 플레이오프에 진출한다. 준플레이오프의 패자는 시즌 최종 순위 4위가 된다.
| 챔피언십 준PO 11월 24일 | 전북 현대 모터스 | 1 - 0 | 성남 일화 천마 | 전주시                                               |  |  |
| 19:00 UTC+9             | 조성환 10′       |       |                | 경기장: 전주월드컵경기장 관중 수: 7,976 심판: 최명용 |  |  |
|                         |                  |       |                |                                                      |  |  |

#### 플레이오프
'2010년 K리그 챔피언십 플레이오프'에서는 정규 리그 2위와 준플레이오프의 승자가 맞붙는다. 경기는 단판 승부이며, 정규 리그 2위의 홈에서 진행한다. 플레이오프의 승자는 챔피언 결정전에 진출한다. 플레이오프의 패자는 시즌 최종 순위 3위가 되며, AFC 챔피언스리그 2011 조별 리그 출전권이 주어진다.
| 챔피언십 PO 11월 28일 | 제주 유나이티드 | 1 - 0 | 전북 현대 모터스 | 제주특별자치도                                       |  |  |
| 14:00 UTC+9           | 네코 75′        |       |                  | 경기장: 제주월드컵경기장 관중 수: 7,532 심판: 최광보 |  |  |
|                       |                 |       |                  |                                                      |  |  |

#### 챔피언 결정전
'2010년 K리그 챔피언 결정전'에서는 정규 리그 1위와 플레이오프의 승자가 맞붙는다. 경기는 홈･어웨이로 치러지며, 정규 리그 1위 팀을 기준으로 1차전은 원정에서, 2차전은 홈에서 진행한다. 챔피언 결정전에 진출한 두 팀에게는 경기 결과와 상관없이 AFC 챔피언스리그 2011 조별리그 출전권이 주어진다. 챔피언 결정전의 승자는 리그 우승 팀에 등극하며, 패자는 리그 준우승 팀이 된다.
| 챔피언 결정전 1차전 12월 1일 | 제주 유나이티드 FC      | 2 - 2 | FC 서울                 | 제주특별자치도                                        |  |  |
| 19:00 UTC+9                  | 배기종 26′ · 산토스 51′ |       | 58′ 데얀 · 90+2′ 김치우 | 경기장: 제주월드컵경기장 관중 수: 18,528 심판: 이상용 |  |  |
|                              |                         |       |                         |                                                       |  |  |

| 챔피언 결정전 2차전 12월 5일 | FC 서울                        | 2 - 1 | 제주 유나이티드 FC | 서울특별시                                            |  |  |
| 14:00 UTC+9                  | 정조국 27′ (페널티) · 아디 72′ |       | 25′ 산토스         | 경기장: 서울월드컵경기장 관중 수: 56,759 심판: 최광보 |  |  |
|                              |                                |       |                    |                                                       |  |  |

## 우승 구단
| K리그 우승                                                                          |
| ----------------------------------------------------------------------------------- |
| FC 서울                                                                             |
| 1985년 축구대제전 수퍼리그 · 1990년 한국프로축구대회 · 2000년 K-리그 · 2010년 K리그 |
| (4번째 우승)                                                                        |

## 시즌 통계
| 순위 | 이름            | 클럽             | 득점 | 경기 |
| ---- | --------------- | ---------------- | ---- | ---- |
| 1    | 유병수          | 인천 유나이티드  | 22   | 28   |
| 2    | 호세 오르티고사 | 울산 현대        | 17   | 25   |
| 3    | 에닝요          | 전북 현대 모터스 | 15   | 24   |
| 4    | 루시오          | 경남 FC          | 13   | 27   |
| 5    | 김은중          | 제주 유나이티드  | 13   | 27   |
| 6    | 김영후          | 강원 FC          | 13   | 28   |
| 7    | 이동국          | 전북 현대 모터스 | 12   | 25   |
| 8    | 데얀 다먀노비치 | FC 서울          | 12   | 26   |
| 9    | 정조국          | FC 서울          | 11   | 24   |
| 10   | 제난 라돈치치   | 성남 일화 천마   | 11   | 25   |

| 순위 | 이름              | 클럽               | 도움 | 경기 |
| ---- | ----------------- | ------------------ | ---- | ---- |
| 1    | 구자철            | 제주 유나이티드    | 11   | 26   |
| 2    | 김은중            | 제주 유나이티드    | 9    | 27   |
| 3    | 염기훈            | 수원 삼성 블루윙즈 | 8    | 17   |
| 4    | 최태욱            | FC 서울            | 7    | 26   |
| 5    | 데얀 다먀노비치   | FC 서울            | 7    | 26   |
| 6    | 마우리시오 몰리나 | 성남 일화 천마     | 7    | 27   |
| 7    | 루시오            | 경남 FC            | 7    | 27   |
| 8    | 박희도            | 부산 아이파크      | 6    | 18   |
| 9    | 최재수            | 울산 현대          | 6    | 23   |
| 10   | 에닝요            | 전북 현대 모터스   | 6    | 24   |

## 구단별 관중수
| 구단               | 최다 관중 | 최소 관중 | 평균 관중 | 누적 관중 |
| ------------------ | --------- | --------- | --------- | --------- |
| 강원 FC            | 19,285    | 3,271     | 9,540     | 133,556   |
| 경남 FC            | 25,980    | 9,012     | 12,501    | 175,017   |
| 광주 상무          | 21,360    | 1,019     | 3,782     | 52,941    |
| 대구 FC            | 15,201    | 1,102     | 4,946     | 69,245    |
| 대전 시티즌        | 33,521    | 2,138     | 8,577     | 120,082   |
| 부산 아이파크      | 8,181     | 2,649     | 4,393     | 61,506    |
| FC 서울            | 60,747    | 10,109    | 30,849    | 431,882   |
| 성남 일화 천마     | 7,681     | 1,256     | 4,129     | 57,807    |
| 수원 삼성 블루윙즈 | 42,377    | 18,241    | 26,182    | 400,827   |
| 울산 현대          | 12,497    | 5,131     | 8,276     | 115,870   |
| 인천 유나이티드    | 18,313    | 1,255     | 8,571     | 119,990   |
| 전남 드래곤즈      | 23,152    | 6,454     | 12,004    | 168,061   |
| 전북 현대 모터스   | 36,246    | 4,142     | 14,300    | 200,202   |
| 제주 유나이티드    | 14,754    | 2,020     | 5,404     | 75,651    |
| 포항 스틸러스      | 15,329    | 6,155     | 11,174    | 156,430   |
| 종합               | 60,747    | 1,019     | 10,975    | 2,304,790 |

- 최종 업데이트 : 2010년 11월 7일 (출처: K리그 공식 홈페이지)

## 수상

### 베스트 11
- 골키퍼: 김용대 (서울)
- 수비수: 최효진 (서울), 아디 (서울), 홍정호 (제주), 사샤 (성남)
- 미드필더: 구자철 (제주), 윤빛가람 (경남), 에닝요 (전북), 몰리나 (성남)
- 공격수: 데얀 (서울), 김은중 (제주)

### 부문별 수상자
| 부문                | 선수                 | 클럽                    |
| ------------------- | -------------------- | ----------------------- |
| 최우수선수상        | 김은중               | 제주 유나이티드         |
| 신인선수상          | 윤빛가람             | 경남FC                  |
| 득점상              | 유병수               | 인천 유나이티드         |
| 도움상              | 구자철               | 제주 유나이티드         |
| 감독상              | 박경훈               | 제주 유나이티드         |
| 특별상              | 김병지 김용대 백민철 | 경남 FC FC 서울 대구 FC |
| '팬'타스틱 플레이어 | 구자철               | 제주 유나이티드         |

## 같이 보기
- 리그컵 2010
- FA컵 2010